# Rue des Minimes (Le Mans)
Pour les articles homonymes, voir Rue des Minimes.
La rue des Minimes est une voie de la commune française du Mans.

## Situation et accès
Cette rue est la plus commerçante du centre-ville. On y trouve des enseignes internationales comme les Galeries Lafayette, Foot Locker, Glup's, la Brioche dorée ou Promod. Elle est particulièrement dédiée aux magasins de cosmétique et d'habillage. Il s'agit d'une rue piétonne.
La rue est desservie par :
- Tramway :  T1 (à République et Préfecture),  T2 (à Préfecture).
- Bus :  6 23 25 31 (à République),  5 (à Préfecture)

## Origine du nom
Son nom provient du fait qu'elle est ouverte sur une partie de l'ancien couvent des Minimes.

## Historique

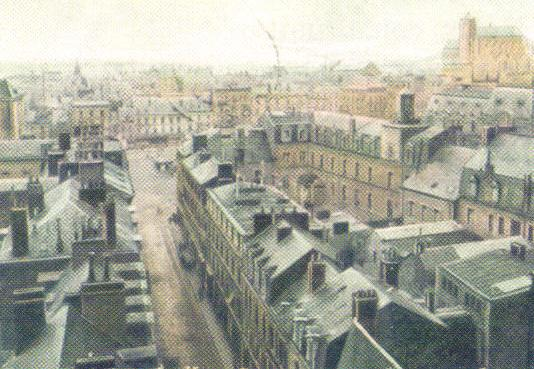
Le centre-ville au XIXe siècle.

L'histoire de cette rue est nécessairement liée à celle de l'actuelle place de la République, anciennement la place des Halles.
La décision de construction de la rue fut prise à la suite de la destruction du couvent des Minimes qui se trouvait alors au Sud-Est de la place. Le 14 octobre 1794, sont lancées les premières réflexions relatives à la construction d'une nouvelle rue qui permettrait un accès plus aisé à la place centrale de la ville. Avant la guerre et les combats, l'ingénieur Bruyère avait déjà réfléchi à l'aménagement d'une telle rue, mais les plans n'avaient pas été convaincants. Les travaux sont retardés à la suite donc de la guerre prussienne et de l'affrontement des Vendéens qui laissera comme trace le pont du même nom au sud de la ville. Le percement est finalement réalisé en 1802. Comme nombre d'artères de la ville, la rue sera renommée rue Royale après la chute de l'empire de Napoléon Ier. Finalement, le renommage en rue des Minimes ne se fera qu'après la révolution de Juillet.
La rue fut d'abord pavée juste après son percement, puis le tramway s'invita en 1897. Après son démantèlement en 1947, on retira les pavés et on en fit du simple bitume pour la transformer en rue exclusivement piétonne. En 2001, on prévoit que le nouveau tramway repasse par la rue. Il en sera autrement mais de peu, puisqu'il passe alors par la rue juste en parallèle vers l'Est.

### La rue et les commerces
La rue a toujours été commerçante, dès sa création. Les seuls rapports trouvables cependant sur le sujet datent de 1861. Nous savons que les boutiques étaient très nombreuses, mais qu'il s'agissait là de petites boutiques, bien moins grandes que les magasins actuels. On trouvait à l'époque, une boulangerie, des cabarets, des boucheries, des armureries ou encore des auberges. Tout au long du XIXe siècle, cette rue fut l'une des plus actives de la ville. La rue fut alors le repaire de prostituées toujours plus nombreuses qui vendaient leurs charmes. Ce fut particulièrement vrai pour les nombreux militaires qui ont été en garnison jusqu'à la Première Guerre mondiale. Le Mans était alors une grande ville de réserve militaire par ses multiples casernes. Ces femmes "de petite vertu" ne dérangeaient pas le commerce de la rue puisqu'elles dépensaient quasiment immédiatement l'argent obtenu dans les boutiques alentour.

### Royale et MMA
La rue conserve toujours une trace du passage de la société d'assurance mancelle. Créée en août 1827, la "Société d'Assurance Mutuelle contre l'Incendie" est approuvée par le roi le 25 mai 1828. Le siège social de la firme se tient alors à un autre endroit de la ville, mais il viendra rapidement s'installer au 4 rue Royale. Le bâtiment muni d'une grande porte conserve toujours aujourd'hui sur une plaque de fonte les lettres A.M comme Assurance Mutuelle. L'hôtel n'est bien sûr plus siège social, ce dernier se trouve à Novaxis.